# 1929年巴勒斯坦阿拉伯人暴動
1929年巴勒斯坦阿拉伯人暴動，又稱布拉克起义（阿拉伯語： ثورة البراق）以及1929年事件（希伯來語：מאורעות תרפ"ט）是1929年8月下旬在巴勒斯坦託管地爆發的一系列示威和骚乱，这些暴亂的起因是穆斯林和犹太人之间长期存在的关于耶路撒冷西墙通行权的争端。
暴亂期間阿拉伯人袭击犹太人并破坏犹太人的财产。在8月23日至29日期間，有133名犹太人被阿拉伯人杀害，339名犹太人受伤。 共有116名阿拉伯人被杀，至少232人受伤，阿拉伯人的傷亡中大部分是由巴勒斯坦警察隊镇压所造成的。骚乱发生后，174名阿拉伯人和109名犹太人被指控犯下谋杀罪或谋杀未遂；大约40%的阿拉伯人和3%的犹太人随后被定罪。骚乱期间有17个犹太社区被疏散。
英国的萧氏委员会認為，騷亂爆發的根本原因是阿拉伯人对犹太人的敌视，同时阿拉伯人還認為猶太移民不僅威脅到他們的工作機會，未來猶太人還有可能成為巴勒斯坦地區的主人。至肖委员会還认为1929年8月15日犹太人在哭墙举行的示威活动是引發此次騷亂的導火索。